# 聴く日経
『聴く日経』（きくにっけい）は、2006年4月3日に開始された、日本経済新聞朝刊最終版の主要記事を読み上げる音声番組。ラジオNIKKEIが制作し、ポッドキャストおよびラジオ番組として放送されていたが、2009年4月1日からポッドキャスト「有料課金コンテンツ番組」として放送を継続する。それに伴いラジオNIKKEI 第1放送･ライブストリーミング･オンデマンド再生及び携帯電話・PHS向けストリーミングの放送は終了となった。2012年10月18日からは、iOSアプリ「聴く日経」でも聴取可能。

## 配信形態
現在
- ポッドキャスティング形式（有料配信コンテンツ）

2009年3月26日～、オーディオブックポータルサイト・FeBeにて配信（540円／月）
月曜日～金曜日（土日祝日は休み）の6時頃更新、約20分
新聞休刊日には『聴く日経特別版』として、インタビューまたは対談番組を配信（無料）
- 聴く日経アプリ（有料配信コンテンツ）

2012年10月18日～、iOSアプリ（アプリ自体のダウンロードは無料）を使った配信
アプリ内課金（Apple ID）で支払う場合は600円／30日（FeBeでの登録・支払いも可）
内容はポッドキャスティング形式と同一
- 聴く日経ヘッドライン（無料配信コンテンツ）

ポッドキャスティングまたはiOSアプリで配信されている無料コンテンツ
日本経済新聞ヘッドライン、日経産業新聞ヘッドライン、日経MJヘッドラインで構成、約2分
過去
- ラジオ放送

ラジオNIKKEI 第1放送／ライブストリーミング（同局ホームページから）
・総合版…月-金曜 06:00-07:30（06:00-06:30が生放送、それ以降は同内容を再放送）（～2009年3月31日）
・ダイジェスト版…月-金曜 11:20-11:40（2007年4月2日～2008年3月31日）
- ポッドキャスティング＆オンデマンド再生

総合版…ラジオNIKKEIで生放送（06:00-06:30）した内容を配信。06:50頃更新（～2009年3月31日）
ダイジェスト版…主要記事を20分程度で紹介。06:00頃更新（～2008年3月31日）
オンデマンド再生は、日本経済新聞のホームページから（～2009年3月31日）
- 携帯電話・PHS向けストリーミング

総合版のみ、NTTドコモ「iモード」公式サイト『ラジオNIKKEIモバイル』と、ウィルコム「W-ZERO3」公式サイト『ラジオNIKKEIストリーミング for W-ZERO3』にて。
ライブストリーミング1（時間帯は上記 ラジオ放送の項を参照）と、オンデマンド再生（ドコモのみ）が可能（～2009年3月31日）

## 内容
現在
CMが廃止され、項目間を3秒程度のジングルで区切る。BGMも無い。
- 日経朝刊ニュースヘッドライン

主なニュース項目の読み上げ
- 日経朝刊主要ニュース

「ニュースヘッドライン」で読み上げた項目を詳細に
- 主なニュース

「ニュースヘッドライン」には含まれなかった項目を詳細に
- 他紙のニュースヘッドライン

日経産業新聞と日経MJのヘッドラインを読み上げ
- 今日（と週末）の予定

経済・企業関連の主な予定、要人の訪日・外遊など
- エンディング

定型句「聴く日経は日本経済新聞の協力でお送りしました。今日の担当は○○でした。それでは、良い一日をお過ごし下さい。」
過去（～2009年3月末）
日経新聞、GABA、TOEICなどのCM、項目ごとに異なるBGMがあった。
- ニュースヘッドライン

主なニュース項目
- 一面ニュース

日経朝刊 一面の記事から
- 企業ニュース

日経朝刊 企業・ビジネス関連記事から　併せて、2008年12月からは当日の日経産業新聞に掲載の記事からも1件紹介するようになった。
- 政治・経済ニュース

日経朝刊 政治面・経済面・金融面記事から
- 国際ニュース

日経朝刊 国際面記事から
- グッズニュース

日経朝刊 新製品･新サービス関連記事から
- 今日の予定

きょうの経済・企業関連の主な予定（金曜日は、週末の予定も含む）

## 出演者
※2009年4月の有料化に伴い、ラジオNIKKEIアナウンサーやキャスターが一人で読み上げるスタイルになった。
- （月曜）小塚歩
- （火曜）中野雷太
- （水曜）木和田篤
- （木曜）舩山陽司
- （金曜）横山剛[2]

### 過去の出演者
- 坂真弓子（2006年4月～2009年3月、月曜）
- 大橋都希子（2006年4月～2007年3月、火曜）
- 林麻奈子（2007年4月～2009年3月、火曜）
- 山本郁（2006年4月～2009年3月、水曜）
- 鈴木梢（2007年4月～2007年9月、木曜）
- 鶴田由香（2007年10月～2009年3月、木曜）
- 荒木ちよえ（2006年4月～2009年3月、金曜）
- 大松彰（2006年4月～2008年4月）
- 宇野和男（2006年～2008年4月）
- 大津豊（2006年4月～2008年4月）
- 林宙紀（?～2009年3月）
- 竹川英紀（2010年2月～2015年3月、月曜）

### 休止後復帰した出演者
- 小塚歩（2008年5月～2010年1月、火曜）
- 横山剛（2006年4月～2008年4月）